# Welcome to Sky Valley
Welcome to Sky Valley, amerikanska hårdrocksgruppen Kyuss tredje album, utgivet 1994.

## Låtlista
1. "Gardenia" (Bjork) – 6:54
2. "Asteroid (Homme) – 4:48
3. "Supa Scoopa and Mighty Scoop" (Homme) – 6:03
4. "100°" (Homme) – 2:29
5. "Space Cadet" (Homme/Reeder) – 7:02
6. "Demon Cleaner" (Homme) – 5:19
7. "Odyssey" (Homme) – 4:19
8. "Conan Troutman" (Homme) – 2:11
9. "N.O." (Mario Lalli/Reeder) – 3:47
10. "Whitewater" (Bjork/Homme) – 8:58
11. "Lick doo"